# Predrag Mijatović
Predrag Peđa Mijatović (en cirílico serbio: Предраг Мијатовић, pronunciado /prêdraːɡ mijǎːtoʋit͡ɕ/; Titogrado, Yugoslavia, 19 de enero de 1969) es un exfutbolista de Montenegro (antigua Yugoslavia), integrante histórico del Fudbalski klub Partizan, Valencia Club de Fútbol y Real Madrid Club de Fútbol, siendo este último al que debe sus mayores éxitos y reconocimientos mundiales. Se inició en el Fudbalski Klub Budućnost de su ciudad natal y se retiró tras finalizar su carrera en la Associazione Calcio Fiorentina y Levante Unión Deportiva.
Técnico delantero o segundo punta, fue internacional con la selección yugoslava y su posterior selección serbo-montenegrina, con la que disputó una Copa del Mundo (1998) y una Eurocopa (2000), mientras que en las categorías inferiores del combinado balcánico se proclamó campeón del mundo sub-20 en la Copa Mundial de Chile 1987 junto a Davor Šuker, excompañero con el que estuvo fuertemente ligado como profesional.
Fue nombrado Balón de Plata que le acreditaba como segundo mejor jugador del mundo en 1997 por detrás del brasileño Ronaldo Nazário.
Tras su retirada fue director deportivo del Real Madrid C. F. entre 2006 y 2009. Curiosamente, dimitió del cargo el mismo día en el que se cumplían once años de la consecución de la séptima Copa de Europa del club, en la que anotó el único tanto de la final frente a la Juventus Football Club. 

## Trayectoria

### Inicios y progresión

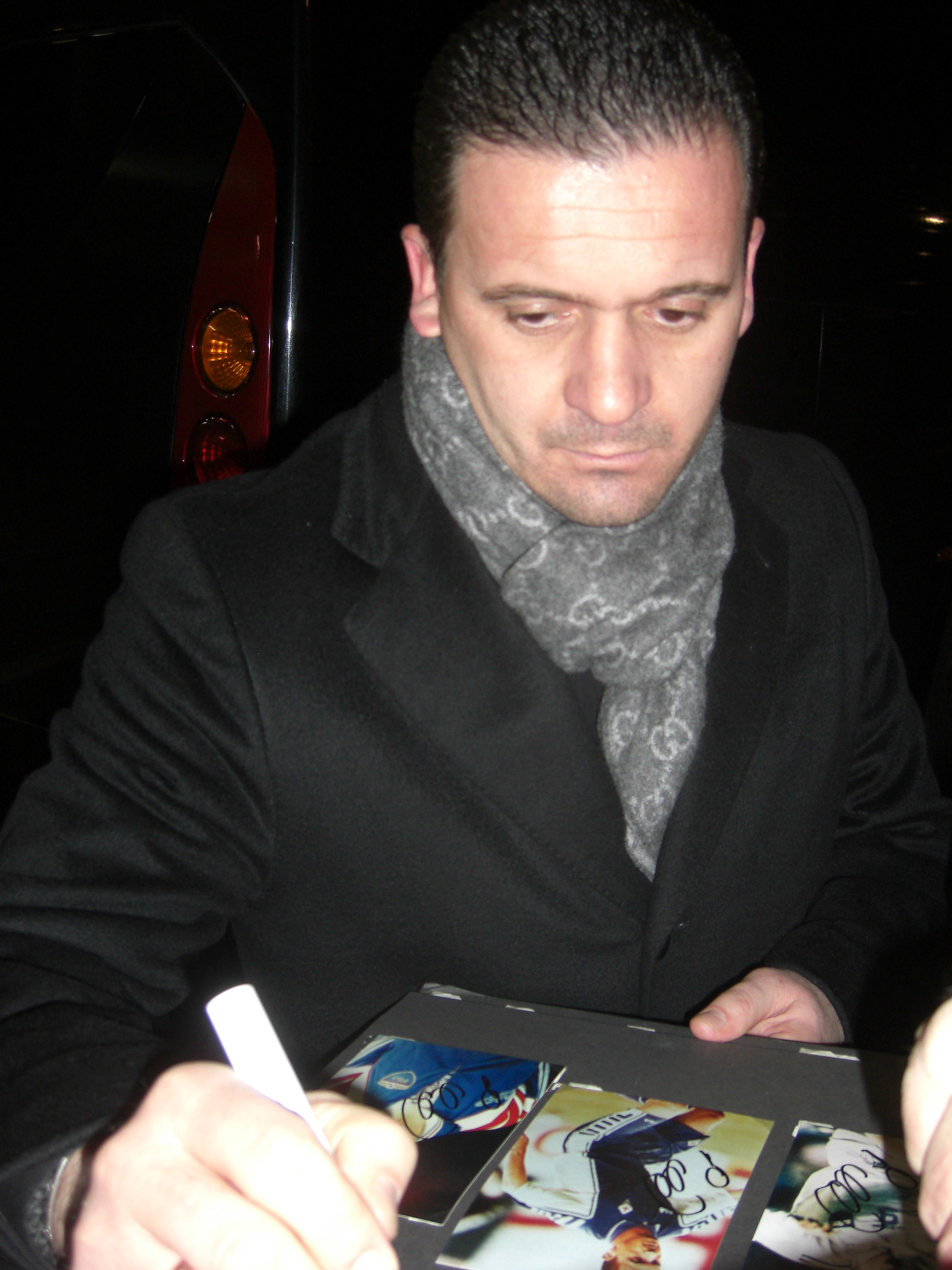
Mijatović, en 2007, firmando un autógrafo como director de fútbol del Real Madrid.

Iniciado en las categorías inferiores del Fudbalski klub Partizan, ingresó en el Fudbalski Klub Budućnost para coger experiencia profesional durante dos años, tras ser uno de los jugadores más destacados del Mundial sub-20 de selecciones. Como jugador asentado y como uno de los jugadores con mayor progresión del fútbol balcánico, estuvo cerca de firmar por el Hrvatski Nogometni Klub Hajduk Split con el que llegó a firmar un precontrato, pero tras una reunión con el entonces presidente del F. K. Partizan, Mirko Marjanović, terminó por volver al club de Belgrado. Años después el propio Mijatović manifestó que la convulsa situación política en la zona que terminó por desembocar en la Guerra de Croacia fue determinante para volver a su ciudad natal.
A pesar de anotar en su debut con el F. K. Partizan contra su antiguo club de Budućnost, su primera temporada en el club dirigido por Ivan Golac fue principalmente de aclimatación. No pudo anotar en sus siguientes catorce apariciones en la liga hasta la conclusión del campeonato. Fue la temporada de su debut en competición UEFA, disputando en la Recopa de Europa los dos partidos de los cuartos de final frente al Fotbal Club Dinamo București.
Continuó con su progresión hasta convertirse en el referente del equipo y en la temporada 1991-92 sus actuaciones condujeron al equipo al título del campeonato de copa de 1992 sobre el vigente campeón Fudbalski klub Crvena Zvezda, además de ser nombrado futbolista del año en el país.
Durante dicha etapa, cerrada con dos campeonatos de liga y dos de copa, se le relacionó con varios equipos de primer nivel, como el Club Atlético de Madrid o la Juventus Football Club. Sin embargo terminó incorporándose a las filas de otro club, el Valencia Club de Fútbol español.

### Eclosión y sus mejores años de profesional
Mijatović se hizo un hueco en el once inicial del Valencia CF tras ser fichado por Pasieguito (exjugador y exentrenador de este club), durante tres años fue el jugador más importante del equipo y uno de los grandes estandartes del club, consolidándose en la temporada 1995-96 como el mejor jugador de la liga española. Tras una polémica salida del equipo valenciano, Mijatović fichó por el Real Madrid. Allí ganó una Liga, la Liga de Campeones de la UEFA, conquistada tras ser el autor del único gol que se marcó en la final de Ámsterdam, y la Copa Intercontinental.
En 2006 participó en las elecciones a la presidencia Real Madrid dentro de la candidatura de Ramón Calderón. Desde la proclamación de este como presidente el día 3 de julio de ese mismo año, fue nombrado Director de Fútbol del equipo madridista, obteniendo la plantilla dos campeonatos de liga en sus dos primeros años. El 20 de mayo de 2009 rescindió su contrato de mutuo acuerdo con el club. 
Durante su etapa como director deportivo, el Real Madrid fichó a grandes jugadores como Pepe, Marcelo, Robben, Higuaín y Van Nistelrooy, fichajes de los que el montenegrino siempre se ha mostrado orgulloso.
Uno de sus hijos, Andrea Mijatović, falleció el 3 de junio de 2009 en Valencia a causa de una grave hidrocefalia que padecía. En 2019 fue condenado por fraude fiscal.

## Selección nacional
Fue internacional con la extinta Yugoslavia en la Copa Mundial de Fútbol de 1998 en Francia, así como en la Eurocopa del año 2000 celebrada en Bélgica y los Países Bajos. Cabe señalar que en ambos torneos, su selección fue eliminada por los neerlandeses.

### Participaciones en Copas del Mundo
| Mundial                        | Sede    | Resultado        | Partidos | Goles |
| ------------------------------ | ------- | ---------------- | -------- | ----- |
| Copa Mundial de Fútbol de 1998 | Francia | Octavos de final | 4        | 0     |

### Participaciones en Eurocopa
| Eurocopa         | Sede                   | Resultado        | Partidos | Goles |
| ---------------- | ---------------------- | ---------------- | -------- | ----- |
| Eurocopa de 2000 | Bélgica y Países Bajos | Cuartos de final | 4        | 0     |

## Estadísticas

### Clubes
Actualizado a fin de carrera deportiva. Datos de la Copa de Yugoslavia y Copa de Serbia desconocidos.
| F. K. Budućnost RFS de Yugoslavia | 1987-88       | 1.ª           | 31  | 4   | 0+ | 0+ | –  | –  | 31  | 4   | 0.13 |
| F. K. Budućnost RFS de Yugoslavia | 1988-89       | 1.ª           | 28  | 2   | 0+ | 0+ | –  | –  | 28  | 2   | 0.07 |
| F. K. Budućnost RFS de Yugoslavia | 1989-90       | 1.ª           | 13  | 4   | 0+ | 0+ | –  | –  | 13  | 4   | 0.31 |
| F. K. Budućnost RFS de Yugoslavia | Total club    | Total club    | 72  | 10  | 0+ | 0+ | 0  | 0  | 72  | 10  | 0.14 |
| F. K. Partizan RFS de Yugoslavia  | 1989-90       | 1.ª           | 15  | 1   | 2  | –  | 2  | –  | 19  | 1   | 0.05 |
| F. K. Partizan RFS de Yugoslavia  | 1990-91       | 1.ª           | 33  | 14  | 3  | 1  | 6  | 1  | 42  | 16  | 0.38 |
| F. K. Partizan RFS de Yugoslavia  | 1991-92       | 1.ª           | 25  | 13  | 6  | 2  | 2  | 1  | 33  | 16  | 0.48 |
| F. K. Partizan RFS de Yugoslavia  | 1992-93       | 1.ª           | 31  | 17  | 8  | 2  | –  | –  | 39  | 19  | 0.49 |
| F. K. Partizan RFS de Yugoslavia  | Total club    | Total club    | 104 | 45  | 19 | 5  | 10 | 2  | 133 | 52  | 0.39 |
| Valencia C. F. · España           | 1993-94       | 1.ª           | 35  | 16  | 2  | 1  | 4  | 2  | 41  | 19  | 0.46 |
| Valencia C. F. · España           | 1994-95       | 1.ª           | 29  | 12  | 9  | 3  | –  | –  | 38  | 15  | 0.39 |
| Valencia C. F. · España           | 1995-96       | 1.ª           | 40  | 28  | 9  | 6  | –  | –  | 49  | 34  | 0.69 |
| Valencia C. F. · España           | Total club    | Total club    | 104 | 56  | 20 | 10 | 4  | 2  | 128 | 68  | 0.53 |
| Real Madrid C. F. · España        | 1996-97       | 1.ª           | 38  | 14  | 5  | 1  | –  | –  | 43  | 15  | 0.35 |
| Real Madrid C. F. · España        | 1997-98       | 1.ª           | 24  | 10  | 2  | 1  | 8  | 1  | 34  | 12  | 0.35 |
| Real Madrid C. F. · España        | 1998-99       | 1.ª           | 28  | 5   | 4  | 2  | 9  | 2  | 41  | 9   | 0.22 |
| Real Madrid C. F. · España        | Total club    | Total club    | 90  | 29  | 11 | 4  | 17 | 3  | 118 | 36  | 0.31 |
| A. C. Fiorentina · Italia         | 1999-00       | 1.ª           | 16  | 2   | –  | –  | 9  | 1  | 25  | 3   | 0.12 |
| A. C. Fiorentina · Italia         | 2000-01       | 1.ª           | 13  | 1   | 4  | 2  | 2  | 2  | 19  | 5   | 0.26 |
| A. C. Fiorentina · Italia         | 2001-02       | 1.ª           | 13  | 1   | 1  | –  | 4  | –  | 18  | 1   | 0.06 |
| A. C. Fiorentina · Italia         | Total club    | Total club    | 42  | 4   | 5  | 2  | 15 | 3  | 62  | 9   | 0.15 |
| Levante U. D. · España            | 2002-03       | 2.ª           | 21  | 3   | –  | –  | –  | –  | 21  | 3   | 0.14 |
| Levante U. D. · España            | Total club    | Total club    | 21  | 3   | 0  | 0  | 0  | 0  | 21  | 3   | 0.14 |
| Total carrera                     | Total carrera | Total carrera | 433 | 147 | 55 | 21 | 46 | 10 | 534 | 178 | 0.33 |
| 1. 2. 3.                          |               |               |     |     |    |    |    |    |     |     |      |

## Palmarés y distinciones

### Torneos nacionales
| Título             | Club              | Año  |
| ------------------ | ----------------- | ---- |
| Copa               | F. K. Partizan    | 1992 |
| Campeonato de Liga | F. K. Partizan    | 1993 |
| Campeonato de Liga | Real Madrid C. F. | 1997 |
| Supercopa          | Real Madrid C. F. | 1997 |
| Copa               | ACF Fiorentina    | 2001 |

### Torneos internacionales
Nota *: incluyendo selección.
| Título                | Equipo *            | Año  |
| --------------------- | ------------------- | ---- |
| Mundial (sub-20)      | Yugoslavia (sub-20) | 1987 |
|                       |                     |      |
| Liga de Campeones     | Real Madrid C. F.   | 1998 |
| Copa Intercontinental | Real Madrid C. F.   | 1998 |

### Distinciones individuales
| Distinción                                      | Año              |
| ----------------------------------------------- | ---------------- |
| Futbolista Yugoslavo del año                    | 1992, 1993, 1998 |
| Mejor jugador extranjero de la Liga (Don Balón) | 1996             |
| Balón de Plata                                  | 1997             |